# Zrost międzywzgórzowy

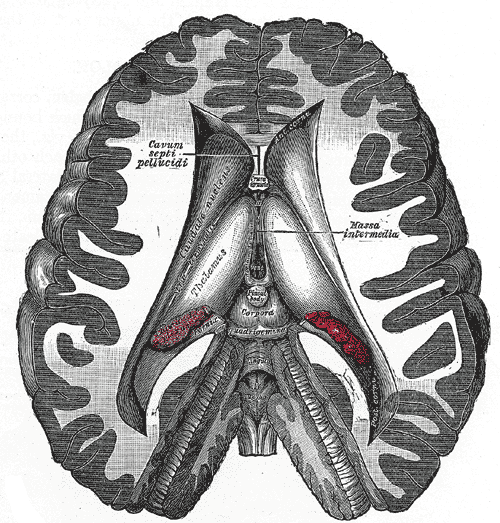
Przekrój przez mózgowie i komorę trzecią. Zrost międzywzgórzowy podpisany Massa intermedia.

Zrost międzywzgórzowy, bryła pośrednia (łac. adhesio interthalamica, massa intermedia) – w anatomii człowieka zmiennej wielkości i kształtu, okrągłe lub owalne w przekroju, pasmo istoty szarej łączące przyśrodkowe powierzchnie obu wzgórz. Występuje niestale. Przebiega przez komorę trzecią mózgu, w części górnej, niedaleko otworu międzykomorowego.
Tę strukturę anatomiczną opisał jako pierwszy Giovanni Battista Morgagni w 1719 roku i nazwał transversa lamina cinerea. Inny wczesny opis jest autorstwa Justusa Gotffrieda Gunza (tubercula thalamomm), pochodzi jednak z 1750 roku. W 1853 roku francuski anatom Alexandre Jamain użył określenia masse grise du troisieme ventricule. Z czasem przyjął się termin massa intermedia, użyty w 1913 roku przez de Terrę. Używano też nazwy massa molis (miękka masa) – zrost jest bardzo delikatny i łatwo go uszkodzić podczas sekcjonowania mózgu. Według Villera pierwszym, który wysunął koncepcję włókien spoidłowych przebiegających między wzgórzami, był Ludwik Maurycy Hirszfeld w 1853 roku. W latach 80. XX wieku Vittorio Marchi i Tenchini wykluczyli obecność włókien nerwowych i komórek nerwowych w ogóle w zroście międzywzgórzowym.